# Листоноша (фільм)
«Листоноша» (англ. The Postman) — американський постапокаліптичний фільм режисера й актора у головній ролі Кевіна Костнера на основі однойменного роману 1985 р. Дейвіда Бріна. У фільмі також знімалися Вілл Паттон, Лоренц Тейт, Олівія Вільямс, Джеймс Руссо та Том Петті.
Дія фільму відбувається після невизначених апокаліптичних подій, що залишили величезний вплив на людську цивілізацію. Кочові виживанці намагаються відновити мир, оскільки тепер світ поринув у суцільні військові конфлікти.
Фільм випущений на Різдво 1997 р. Warner Bros.

## Сюжет
Наприкінці 1990-х рр. цивілізація скалічена, суспільство деградує в постапокаліптичних умовах. У 2013 році приблизно через 15 років після катастрофи в американську пустку приходить загадковий і безіменний кочовик (Кевін Костнер), блукаючи рівнинами штату Орегон. Маючи потребу в їжі й воді, він торгує виступами шекспірівських п'єс. Неофашистська армія управляється Генералом Вифлеємом (Вілл Паттон), захоплює Кочівника і вирішує додати його до лав своєї армії.
Кожен член великої армії носить клеймо на руці з цифрою «8». Військовий контроль під безжальним Вифлеємом проводиться спільно через страх і смерть, як єдине покарання для будь-яких порушень. Вифлеєм же бачить кочівника не тільки як загрозу, а й потенційно як актив. Незнайомець отримує прізвиська «Шекспір», через його здатність до театральних сцен.
Викликавши «Шекспіра» до себе, Вифлеєм зізнається, що до війни він був продавцем копіювальної техніки, хоча завжди знав, що народжений бути лідером. «Шекспіра» беруть на полювання і доручають знайти в густих заростях імовірно мертвого (а можливо тільки пораненого) лева. Як зброю на випадок, якщо звір живий, «Шекспіру» дають ніж. Обшукавши зарості, він знаходить лише мертвого мисливця. Повертаючись із заростей, «Шекспір» проходить міст над гірською річкою. Розуміючи, що це, можливо, його єдиний шанс до звільнення, він стрибає з моста.
Пізніше кочівник у формі листоноші відправляється в мандри. Знайшовши раніше листи, які так і не потрапили до своїх адресатів, він задумує грандіозний план. У першому селищі листоноша заявляє, що його делегував відновлений уряд США, який нібито знаходиться тепер у Міннеаполісі, й особисто президент Річард Старкі. Щоб остаточно переконати жителів містечка, він зачитує імена адресатів, поки не називає ім'я однієї з городянок. Це лист, написаний її сестрою з Денвера п'ятнадцять років тому. І хоча деякі ще сумніваються (зокрема, шериф), більшість з радістю вірить у можливість відновлення миру і порядку. Нагодувавши Листоношу, городяни розпитують його про новий уряд і, повіривши розповідям, дають йому нові листи для доставки.
Пізніше Вифлеєм спалює селище, зауважує Еббі, з якою раніше був листоноша, що хоче з нею переспати й просить на це дозвіл у її чоловіка. Отримавши відмову, диктатор убиває його і відвозить жінку силою.
Через деякий час Вифлеєм знову стикається з непокорою, цього разу в містечку Беннінг, штат Орегон. Людей надихнуло на опір оповідання Листоноші, який зараз у їхньому місті. Вифлеєм вирішує взяти місто штурмом. Під час бою Еббі вдається звільнитися, їй до рук потрапляє гвинтівка, і влучними пострілами вона вносить сум'яття в ряди гольністів. З боєм Еббі й Листоноші вдається вирватися і втекти в гори. При цьому Листоноша зазнає серйозного поранення.
Фінальна сцена переносить глядача у 2043 рік. Дочка Листоноші (Мері Стюарт Мастерсон) урочисто відкриває пам'ятник своєму великому батькові. Напис на постаменті пам'ятника свідчить: «Він приніс звістку про надію новому поколінню». Листоноші вдалося відродити цивілізацію, саме за це йому віддають почесті.

## Ролі
- Кевін Костнер — Листоноша
- Вілл Паттон — генерал Вифлеєм
- Лоренц Тейт — Форд Лінкольн Мерк'юрі
- Олівія Вільямс — Еббі
- Джеймс Руссо — капітан Айдахо
- Том Петті — мер Брідж-Сіті
- Деніел фон Барген — шериф Бріско
- Джованні Рібізі — бандит
- Пеггі Ліптон — Еллен Марч

## Саундтрек
1. «Main Titles»
2. «Shelter in the Storm»
3. «The Belly of the Beast»
4. «General Bethlehem»
5. «Abby Comes Calling»
6. «The Restored United States»
7. «The Postman»
8. «Almost Home» — Джоно Мансон
9. «It Will Happen Naturally» — Джоно Мансон
10. "The Next Big Thing — Джоно Мансон
11. «This Perfect World» — Джон Койнман
12. «Once This Was the Promise Land» — Джон Койнман
13. «I Miss My Radio» — Джоно Мансон Джон Койнман
14. «Come and Get Your Love» — Джон Койнман
15. «You Didn't Have to Be So Nice» — Емі Грант і Кевін Костнер